# Campanha da Birmânia
A Campanha da Birmânia foi um dos principais teatros de operações ocorrida na frente de combate do Sudeste Asiático da Guerra do Pacífico, durante a Segunda Guerra Mundial, iniciada em 1942 com a invasão japonesa do país e encerrada com a Rendição do Japão e a vitória dos Aliados em 1945. A campanha ocorreu entre 1942 e 1945. Envolveu forças britânicas, indianas, chinesas, americanas e da resistência birmanesa contra o Exército Imperial Japonês. A campanha militar envolveu de um lado do Eixo, o Império do Japão e seu aliado Exército Nacional Indiano - que lutava pela independência da Índia do domínio britânico - e do lado dos Aliados, a China, o Reino Unido, as Índias Britânicas – que hoje inclui Paquistão e Bangladesh, e as ações e o apoio dos Estados Unidos. 
A campanha teve como palco a então colônia britânica da Birmânia (atual Mianmar). A região era estratégica tanto pelo seu acesso à China quanto pelo controle das rotas de suprimento vitais para os Aliados. Inicialmente marcada por avanços rápidos dos japoneses, a campanha evoluiu para uma guerra de selva prolongada, com duras condições climáticas e combates intensos. A virada ocorreu a partir de 1944, quando os Aliados iniciaram contra-ofensivas bem-sucedidas que culminaram na retomada da Birmânia em 1945.

## Invasão japonesa
Antes e depois da invasão japonesa, a Birmânia, hoje Myanmar, com suas grandes reservas naturais de arroz e óleo e seus diversos aeroportos, muitos em meio à selva, serviu como importante corredor aéreo para o transporte de mantimentos e munição para a China, usado notadamente pelos pilotos americanos dos Flying Tigers, e em apoio ao esforço de guerra Aliado na região, após a eclosão do conflito no Pacífico.
Os japoneses atacaram a Birmânia em 1942 e durante dois meses avançaram pelo país tomando a província de Tenasserim em direção à capital Rangum, o maior porto da Birmânia, por onde os Aliados recebiam a grande parte de seus suprimentos. Em princípio, ela foi relativamente bem defendida dos ataques aéreos nipônicos pela pequena força da RAF com o auxílio dos Tigers, mas como a maioria dos aeródromos entre a capital e o avanço das forças invasoras ia sendo perdido à medida que o inimigo ganhava acesso a eles, capturando aeronaves ou obrigando sua evacuação, essa defesa aérea da capital ia perdendo sua força.
Após derrotar em combate as forças britânicas e indianas, as tropas invasoras chegaram às portas da capital, evacuada pelos britânicos a 7 de março, que a abandonaram após destruir o porto e explodir os terminais de petróleo, deixando a cidade em chamas.
Com a tomada de Rangum, os japoneses fizeram uma parada em seu avanço, no norte da Birmânia. Esperava-se que as forças chinesas que havia entrando no país em grande número pudessem conseguir a estabilização de uma frente de combate na Birmânia central, já que grande parte dos estoques de munição havia sido retirada de Rangum, incluindo os suprimentos que seriam enviados para a China (ver Segunda Guerra Sino-Japonesa ); os campos de petróleo centrais do país ainda estavam intactos e o arroz disponível em grande quantidade.
Mas em vez de diminuírem de velocidade, o avanço japonês se tornou mais rápido, com o reforço de divisões trazidas da Malásia, após a tomada de Singapura (ver Cerco de Singapura), além de grande quantidade de veículos capturados aos britânicos, que davam maior velocidade e mobilidade ao transporte de tropas, permitindo o uso da infantaria motorizada contra as tropas chinesas. Os japoneses também foram auxiliados pelo crescente Exército Nacional de Burma, formado por nacionalistas adversários do domínio britânico, enquanto os aliados, em retirada, eram prejudicados pela multidão de civis em seu caminho pelas estradas e nas cidades que ocupavam, além do esfacelamento dos governos nas regiões ainda sob seu controle.
O avanço era dirigido ao norte, a Mandalay, onde a 1ª Divisão de Burma foi cercada e encurralada, só se libertando através de vários contra-ataques, mesmo assim perdendo quase todo seu equipamento e coesão de comando. Neste meio tempo, as forças chinesas sofriam fortes ataques dos japoneses e com o efetivo colapso das linhas de defesa, os aliados recuavam emm massa para a fronteira indiana.
A retirada foi realizada em circunstâncias lastimáveis. Refugiados famintos, forças errantes desorganizadas, feridos e doentes enchiam as precárias estradas e caminhos em direção à Índia. As forças britânicas conseguiram chegar a Manipur, em território indiano, antes que as monções começassem no mês de maio, onde foram obrigados a viver em campo aberto, durante o pico da estação de chuvas, em péssimas condições, devido às condições precárias que as autoridades militares britânicas da Índia tiveram para ajudar esses milhares de homens.
As tropas chinesas enviadas por Chiang Kai-shek também se retiraram, algumas delas cruzaram de volta a fronteira chinesa, onde foram atacadas pelos japoneses e foram obrigadas a debandarem desorganizadamente em direção à Índia, ficando sob as ordens do general americano Joseph Stilwell, sendo então reequipadas e novamente treinadas pelos americanos.

## Recesso de 1942-1943
As operações na Birmânia durante o restante de 1942 e em 1943 foram um estudo de frustrações militares para os Aliados. Os britânicos não tinham condições materiais de lançar duas ofensivas simultâneas e as operações no norte da África eram a prioridade do Império, perto de casa e de acordo com a política de Londres e Washington de “os alemães primeiro”.

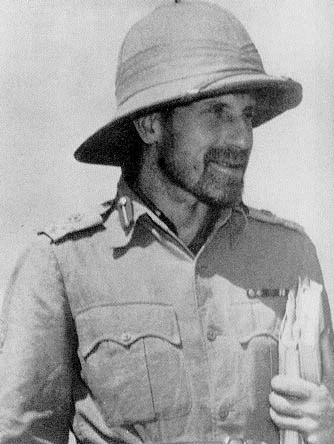
General Wingate

O reforço das forças britânicas também foi afetado pela desordem existente na Índia na época. Diversos movimentos violentos pela independência e da retirada de tropas indianas sob comando britânico, explodiram em Bengala,  onde uma onda de fome assolou a região, levando mais de três milhões de pessoas à privações e doenças. As condições de caos reinante no país dificultavam o estabelecimento de uma linha de comunicação eficiente com a linha de frente em Assam e o uso das indústrias locais no esforço de guerra.
Mesmo assim, neste período, ofensivas limitadas tentaram recuperar aos japoneses uma linha costeira da baía de Bengala, cruzada por diversos rios, a península de Mayu. Entretanto, forças japonesas vindas do centro da Birmânia, atravessando rios e ultrapassando montanhas que os aliados consideravam intransponíveis, atacaram pelos flancos as forças aliadas, obrigando-as a retornar à fronteira indiana.
Digna de nota também foi a ofensiva liderada pelo general Orde Wingate, que com 3000 homens, britânicos e indianos, entrou no noroeste da Birmânia, cortando por duas semanas as comunicações das forças japonesas na região e destruindo ferrovias importantes. Esta expedição armada, que resultou em pesadas baixas aliadas, elevou o moral das tropas britânicas e foi usada como propaganda de guerra, contrariando a impressão mundial de que os ingleses não eram capazes de combater de igual para igual com os japoneses nas selvas de Burma.

## Contra-ofensiva Aliada
Em agosto de 1943, os Aliados decidiram criar o Comando do Sudeste da Ásia, um novo comando responsável por este teatro da guerra. Com esta decisão veio um novo objetivo militar e, em novembro, quando ele se tornou responsável direto pela ação na Birmânia, o 14ª Exército britânico estava pronto para a ofensiva. Esta mudança em sua efetividade se deveu aos esforços de seu comandante, general William Slims. Ele utilizou e aumentou o uso de drogas contra a malária (cerca de 80% de seus homens foram afetados pela doença) , instituiu um novo tipo de treinamento para a luta na selva, reconstruiu o auto-respeito de seus homens vencendo algumas escaramuças localizadas contra os japoneses e desenvolveu a infra-estrutura militar local.

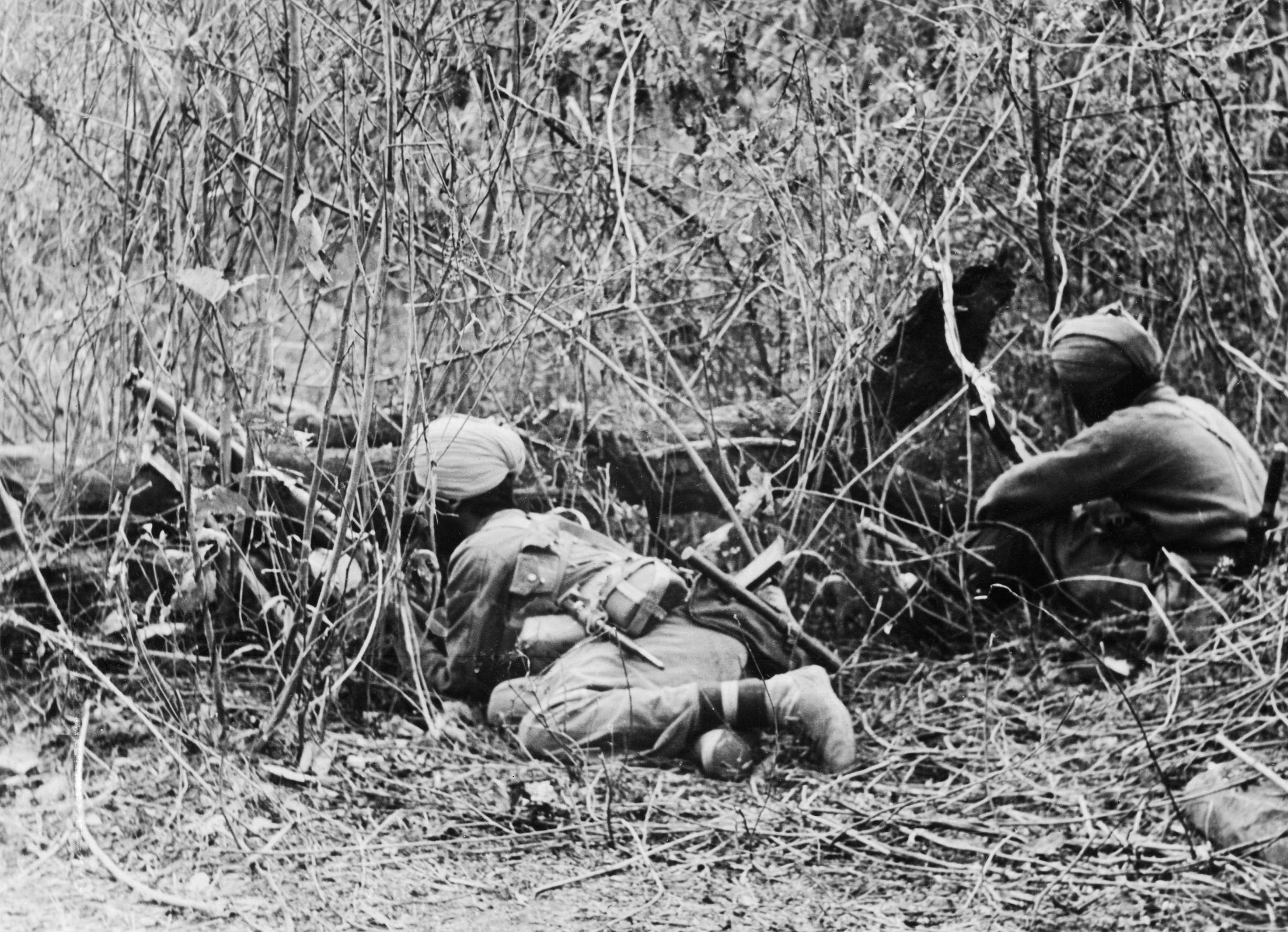
Soldados sikh da 7ª Divisão de Infantaria Indiana em um posto de observação na passagem de Ngakyedauk, fevereiro de 1944

As linhas de suprimento foram aumentadas. Em outubro de 1944, a capacidade de transporte do sistema ferroviário indiano havia aumentado de 4 para 600 toneladas ao dia desde o início da guerra. A RAF já havia ganhado superioridade aérea sobre a aviação japonesa, o que permitiu aos aliados adotarem novas táticas, aumentando o suprimento das tropas por via aérea.
O comando tinha vários planos à disposição para iniciar uma contra-ofensiva geral; entretanto, o equipamento de assalto de desembarque, em sua maioria, foi levado à Europa, fazendo os planos de uma grande ofensiva serem abandonados. Mesmo assim, o general Wingate recebeu apoio para aumentar os efetivos de suas tropas mistas e o líder chinês Chiang Kai-shek concordou em apoiar a ofensiva com tropas partindo de Yunnan, na China.
A contra-ofensiva aliada de 1944 ficou reduzida a uma ofensiva das tropas chinesas comandadas pelo general Stilwell desde a Índia, apoiados pelos homens de Wingate, a pontos limitados da Birmânia, perto da fronteira indiana. Em fevereiro e março de 1944, tropas transportadas pela força aérea americana foram infiltradas na retaguarda japonesa, onde por três meses travaram combates com o inimigo. Em março, Wingate, comandante das tropas especiais mistas britânicas e indianas (chindits), morreu num desastre aéreo e foi substituído pelo brigadeiro Joe Lentaigne.

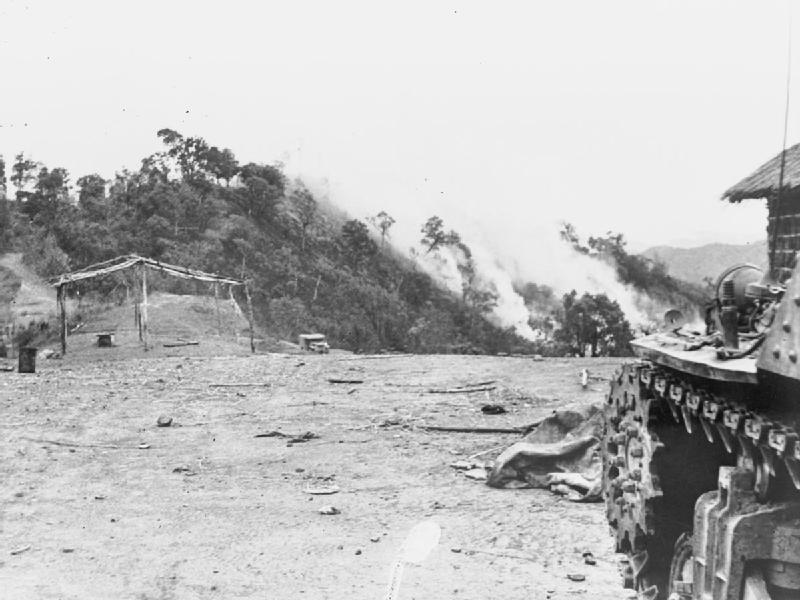
Tanque M3 Grant em Imphal.

Em abril, 40.000 soldados chineses atacaram a Birmânia numa frente de 300 km, colocando os japoneses entre duas frentes de batalha, nordeste contra os nacionalistas chineses e noroeste contra os demais Aliados. A ofensiva chinesa foi prejudicada pelas monções e pela falta de apoio aéreo, mas fez algum progresso até agosto, quando reforços japoneses contra-atacaram e obrigaram a uma parada no avanço ofensivo.
No mesmo mês, travou-se a Batalha de Imphal, em que as forças japonesas atacaram e cercaram os soldados aliados nesta cidade, não conseguindo, porém, romper as defesas. Os aliados montaram então uma contra ofensiva ao norte da cidade, bastante prejudicada e interrompida pelas chuvas fortes. Em Imphal, entretanto, apesar de abastecida de água e mantimentos pelo ar, a munição da artilharia estava racionada, mas os japoneses estavam em seu esforço final, e com o início das monções as condições de abastecimento da tropa pioraram sensivelmente, o que acabou causando seu recuo para o rio Chindwin e o levantamento do cerco de Imphal, na primeira grande derrota japonesa na Birmânia, que lhes causou 55.000 baixas sendo 13.500 mortos.

## O fim
A partir de 1945, a contra-ofensiva aliada na Birmânia tornou-se total, atacando os japoneses pelo norte, centro e sul do país. Na primavera, anos de planejamento da inteligência e da espionagem britânica frutificaram, levando à rebelião nacional dentro do país, com as forças do Exército Nacional de Burma passando em peso para o lado dos aliados. Além de ter que enfrentar o avanço aliado, agora os japoneses precisavam também lutar em sua retaguarda.
Começou então a corrida para Rangum, a capital ocupada desde 1942, com combates se sucedendo através  das estradas e regiões que levavam à capital.  O comando britânico temia que a cidade fosse defendida pelos japoneses até o último homem, o que tornaria desastroso o abastecimento do exército, devido a grande distância de suas linhas de comunicação terrestres. Entretanto o comandante japonês de Rangum, general Kimura, havia evacuado a cidade por terra e mar a partir de 22 de abril, deixando uma brigada de infantaria para cobrir a retaguarda.
Em 1 de maio, tropas paraquedistas de gurkhas desceram na retaguarda japonesa na embocadura do rio Rangoom, limpando a região de inimigos, auxiliados pela 26ª divisão de infantaria indiana, que no dia seguinte entrou na cidade, que vivia uma orgia de saques e falta completa de lei igual ao que acontecera nos últimos dias da ocupação britânica, três anos antes.
Após a captura da capital, ainda havia tropas japonesas a serem derrotadas, mas a guerra tornou-se quase uma perseguição. Dois dos principais exércitos aliados retornaram à Índia, para o planejamento da ofensiva final a todo o sudeste asiático e novos corpos de exército forma formados.
Com a invasão da Malásia preparada, as duas bombas atômicas lançadas sobre Hiroxima e Nagasaki levaram à rendição incondicional do Japão, fazendo com que o restante dos territórios asiáticos ocupados pelo Japão fossem rendidos sem luta.